# Septimius Severus diadalíve
Rómában, a Forum Romanumon, a Rostra mellett áll meglehetős épségben Septimius Severus diadalíve. 
A fórum legépebben megmaradt diadalkapuját Septimius Severus és fiai, Caracalla és Geta tiszteletére, a parthus győzelem emlékére i. sz. 203-ban emelték. Ez Septimius Severus diadalának 10 évfordulójára esett. 
Eredetileg a felirat említette Septimius, két fia, Geta és Caracalla nevét. Miután Caracalla Getát meggyilkoltatta, kitöröltette nevét a diadalívről is. Ám a bronzból készült betűk nyoma megmaradt örökre.
Hármas kapuboltozattal lett ellátva. A háromnyílású emlékmű tetején eredetileg bronzszobrok álltak (a császár hatos fogaton, lovasok stb.). Domborművei nagyrészt elpusztultak, ezek is a győzelem dicsőségét ábrázolták egykor. A diadalíven felirat, a kisebb ívek feletti mezőkben a császár pártus hadjárataiból vett jelenetek, az ívek sarkaiban Victoriák és folyamistenek, az oszlopok talapzatain foglyokat vezető katonák romos reliefképei foglalnak helyet. A reliefek a Marcus-oszlop stílusának továbbfejlesztését mutatják.
A középkorban az egész kaput beborította a föld, de középső íve kiemelkedett a romos törmelékek halmazából. Borbélyműhelyt rendeztek be íve alatt.

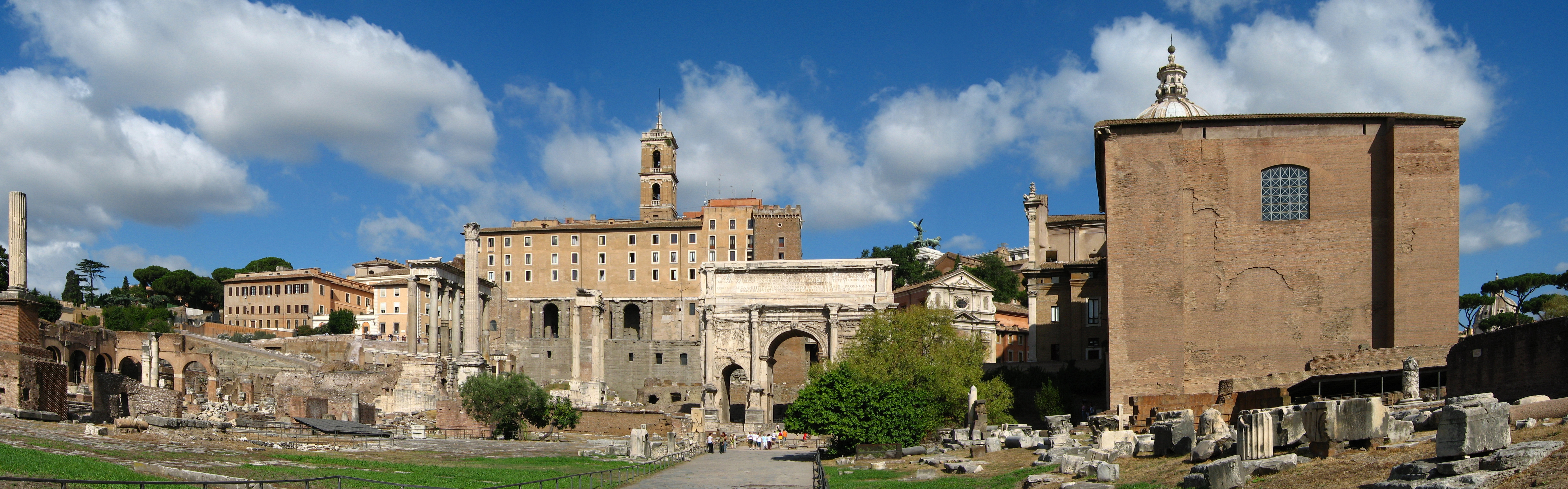
Septimius Severus íve és környezete, a diadalív középen látható